# Carquefou
Carquefou est une commune française située dans le département de la Loire-Atlantique, en région Pays de la Loire.
Cette commune du Pays nantais fait partie de la Bretagne historique.
Carquefou est longée par l'Erdre, et parsemée de nombreux manoirs construits par les notables nantais à partir du XVIe siècle. Rurale jusqu'au milieu du XXe siècle, la commune est profondément modifiée par l'expansion urbaine de Nantes, notamment avec l'installation d'une zone industrielle dans les années 1960. Échappant à l'implantation massive de logements, Carquefou a conservé une activité rurale dynamique tout en attirant des entreprises sur son territoire.
Ses habitants sont appelés les Carquefoliens.

## Géographie

### Localisation

Localisation de Carquefou en Loire-Atlantique.

Carquefou est situé dans la vallée de l'Erdre, à 10 km au nord-est du centre-ville de Nantes.

### Communes limitrophes
Les communes limitrophes sont (en sens inverse des aiguilles d'une montre) Nantes, Sainte-Luce-sur-Loire, Thouaré-sur-Loire, Mauves-sur-Loire, Saint-Mars-du-Désert, Sucé-sur-Erdre et La Chapelle-sur-Erdre.

### Géologie
Le sol de la commune est composé de deux types de micaschistes, des argiles compactés. L’érosion de cette couche donne son aspect au territoire. Au Sud de la commune, entre Saint-Mars-du-Désert et la Seilleraye, le sol est constitué d'un mélange de limons, d’argiles et de graviers qui forme une couche épaisse d’environ 80 cm. Celle-ci a été formée lors de la
dernière grande période glaciaire, la glaciation de Würm : les vents d'ouest ont transporté des particules d’argile et micas.
Les zones dépressionnaires ont recueilli les dépôts de pentes qui sont originaires des plateaux. Au pliocène, la mer recouvre la région. Lors de cette période sont constitués des dépôts de graviers et de sable rouge le long de l'Erdre et sur le plateau de l'Est de la commune.

### Relief
Carquefou est située sur un plateau légèrement ondulé qui offre une pente douce dans l'axe Sud-Est/Nord-Ouest et qui culmine à 76 mètres au niveau du château de la Seilleraye, en bordure Est de la commune.
Au nord-ouest, l’Erdre occupe une vallée dont le versant carquefolien est caractérisé par des petites buttes abruptes culminant à 28 m. Des petites vallées sont creusées par les ruisseaux qui se jettent dans l’Erdre. Les marais (ou boires) de Logné et le ruisseau des Hupières se situent à une altitude de 10 à 20 mètres. De nombreux hameaux et fermes sont placés sur des petits promontoires.
Alors qu'au sud la limite entre Carquefou et Sainte-Luce-sur-Loire se situe sur une colline en pente douce, l'est de la commune présente une pente parfois supérieure à 10 %. Ce plateau culmine à 70 m ; il est dénommé Haut Pays, est large d’1,5 km de large. Vers l'est, le plateau redescend vers la vallée du ruisseau de la Chalandière, limite avec la commune de Mauves-sur-Loire.
Le bourg de Carquefou est situé sur une des hauteurs, à 34 m, le point le plus élevé se trouvant au niveau de son église. La vallée du ruisseau du Charbonneau s'écoule dans une vallée légèrement encaissée au nord du centre-ville.

### Hydrographie
Les cours d'eau délimitent en partie le territoire de la commune : l’Erdre au Nord-Ouest, le ruisseau des Hupières au Nord, les ruisseaux de la Chalandière et du Gobert à l’Est. Carquefou se situe sur deux bassins versants : celui de l’Erdre (90 % de la superficie de la commune) et celui de la Loire (vallée du Gobert, ruisseau de l’Aubinière).
L'Erdre coule dans l'axe Nord-Sud. La majorité des écoulements se fait dans l'axe est-ouest. Le Charbonneau traverse le Nord du centre bourg et alimente le plan d’eau du Charbonneau et l’étang Hervé. Le bassin du Bignon à l’ouest alimente quelques parcelles, ses eaux se jettent directement dans l’Erdre. Le ruisseau de l’Aubinière, affluent de la Loire, prend sa source à Carquefou avant de s’écouler sur Sainte-Luce-sur-Loire mais prend naissance à Carquefou au cœur de la zone industrielle. Entièrement couvert sur le territoire de la commune, ce ruisseau débouche à ciel ouvert juste à l’aval de la départementale. L’Erdre est une rivière où la pêche et de nombreuses activités nautiques sont pratiquées.

### Climat
Carquefou est soumise à un climat de type océanique.
Les données concernant le climat de Carquefou qui suivent sont extraites d'une source basant le site de relevé des données météorologiques aux coordonnées 47°09'N - 1°37'O, ce qui correspond à la position de l'Aéroport Nantes Atlantique situé sur la commune de Bouguenais.
| Mois                              | jan. | fév. | mars | avril | mai  | juin | jui. | août | sep. | oct. | nov. | déc. | année |
| --------------------------------- | ---- | ---- | ---- | ----- | ---- | ---- | ---- | ---- | ---- | ---- | ---- | ---- | ----- |
| Température minimale moyenne (°C) | 2,4  | 2,8  | 4    | 5,9   | 9    | 11,9 | 13,9 | 13,5 | 11,8 | 8,9  | 5,1  | 3    | 7,7   |
| Température moyenne (°C)          | 5,4  | 6,2  | 8,1  | 10,4  | 13,6 | 16,9 | 19,1 | 18,7 | 16,8 | 13,1 | 8,6  | 6    | 11,9  |
| Température maximale moyenne (°C) | 8,4  | 9,6  | 12,2 | 14,9  | 18,2 | 21,9 | 24,4 | 24   | 21,8 | 17,3 | 12   | 9    | 16,1  |

Lors de la canicule européenne de 2003, Carquefou a été relativement moins exposée que les régions les plus touchées de France, comme l'indiquent les relevés de température de Météo France sur la période
| Mois                                            | jan. | fév. | mars | avril | mai  | juin | jui. | août | sep. | oct. | nov. | déc. | année |
| ----------------------------------------------- | ---- | ---- | ---- | ----- | ---- | ---- | ---- | ---- | ---- | ---- | ---- | ---- | ----- |
| Ensoleillement (h)                              | 72   | 99   | 148  | 187   | 211  | 239  | 267  | 239  | 191  | 140  | 91   | 70   | 1 956 |
| Précipitations (mm)                             | 86,6 | 70,2 | 69,1 | 49,9  | 64,1 | 45   | 46,4 | 44,8 | 62,2 | 79,2 | 86,9 | 84,1 | 788,5 |
| Nombre de jours avec précipitations             | 12,8 | 11   | 11,1 | 8,9   | 11   | 7,7  | 6,7  | 7    | 8,4  | 10,4 | 11,1 | 11,5 | 117,6 |
| dont nombre de jours avec précipitations ≥ 5 mm | 6,1  | 4,8  | 4,9  | 3,6   | 4,5  | 2,9  | 2,7  | 3,1  | 3,9  | 5    | 6,2  | 6,1  | 53,7  |
| Humidité relative (%)                           | 88   | 84   | 80   | 77    | 78   | 76   | 75   | 76   | 80   | 86   | 88   | 89   | 81    |

| Mois                            | jan. | fév. | mars | avril | mai | juin | jui. | août | sep. | oct. | nov. | déc. | année |
| ------------------------------- | ---- | ---- | ---- | ----- | --- | ---- | ---- | ---- | ---- | ---- | ---- | ---- | ----- |
| Nombre de jours avec gel        | 9    | 7,6  | 5,3  | 1,1   | 0   | 0    | 0    | 0    | 0    | 0,2  | 2,6  | 9,7  | 35,5  |
| Nombre de jours avec neige      | 1,2  | 1,3  | 0,8  | 0,3   | 0   | 0    | 0    | 0    | 0    | 0    | 0,4  | 1,1  | 5,1   |
| Nombre de jours avec grêle      | 0,4  | 0,6  | 0,7  | 0,6   | 0,2 | 0,1  | 0,1  | 0    | 0    | 0,1  | 0,2  | 0,3  | 3,3   |
| Nombre de jours d'orage         | 0,3  | 0,2  | 0,4  | 0,7   | 2,3 | 2,4  | 2,1  | 2,3  | 1,4  | 1    | 0,5  | 0,4  | 14,1  |
| Nombre de jours avec brouillard | 7,3  | 5,1  | 3,8  | 2,3   | 2,4 | 2,2  | 2,2  | 4,2  | 5,6  | 7,5  | 7,1  | 8,6  | 58,2  |

| Mois                                        | jan.      | fév.       | mars      | avril     | mai       | juin      | jui.       | août      | sep.      | oct.      | nov.      | déc.       |
| ------------------------------------------- | --------- | ---------- | --------- | --------- | --------- | --------- | ---------- | --------- | --------- | --------- | --------- | ---------- |
| Record de froid (°C) date du record         | −13 1985  | −15,6 1956 | −7 1965   | −2,6 1973 | −0,9 1979 | 3,8 1975  | 6,1 1975   | 5,6 1956  | 2,8 1952  | −3,3 1997 | −6,8 1993 | −10,2 1962 |
| Record de chaleur (°C) date du record       | 17,6 1969 | 21,4 1960  | 23,2 1965 | 27,5 1949 | 32 1953   | 36,8 1952 | 40,3 /1949 | 37,4 1990 | 34,3 1961 | 27 1985   | 21,1 1955 | 18,4 1953  |
| Record de vent (km/h) date du record        | 112 1990  | 133 1990   | 112 1986  | 90 1990   | 97 1983   | 83 1987   | 76 1988    | 83 1992   | 108 1993  | 115 1987  | 104 1987  | 122 1989   |
| Record de pluie en 24 h (mm) date du record | 50,1 1961 | 31,9 1981  | 46,8 1967 | 36,4 1983 | 46,7 1981 | 35,9 1968 | 94,9 1977  | 53,4 1970 | 48,2 1975 | 42,5 1979 | 39 1970   | 35,8 1989  |

Le tableau suivant permet de comparer la fréquence de phénomènes climatiques régnant à Carquefou avec celles de quelques grandes villes françaises aux climats distincts et caractéristiques.
| Ville             | Ensoleillement · (h/an) | Pluie · (mm/an) | Neige · (j/an) | Orage · (j/an) | Brouillard · (j/an) |
| ----------------- | ----------------------- | --------------- | -------------- | -------------- | ------------------- |
| Médiane nationale | 1 852                   | 835             | 16             | 25             | 50                  |
| Bouguenais        | 1 956                   | 789             | 5              | 14             | 58                  |
| Paris             | 1 717                   | 634             | 13             | 20             | 26                  |
| Nice              | 2 760                   | 791             | 1              | 28             | 2                   |
| Strasbourg        | 1 747                   | 636             | 26             | 28             | 69                  |
| Brest             | 1 555                   | 1 230           | 6              | 12             | 78                  |
| Bordeaux          | 2 070                   | 987             | 3              | 32             | 78                  |

## Urbanisme

### Typologie
Au 1er janvier 2024, Carquefou est catégorisée centre urbain intermédiaire, selon la nouvelle grille communale de densité à sept niveaux définie par l'Insee en 2022.
Elle appartient à l'unité urbaine de Nantes, une agglomération intra-départementale regroupant 22  communes, dont elle est une commune de la banlieue,,. Par ailleurs la commune fait partie de l'aire d'attraction de Nantes, dont elle est une commune de la couronne,. Cette aire, qui regroupe 116 communes, est catégorisée dans les aires de 700 000 habitants ou plus (hors Paris),.

### Occupation des sols

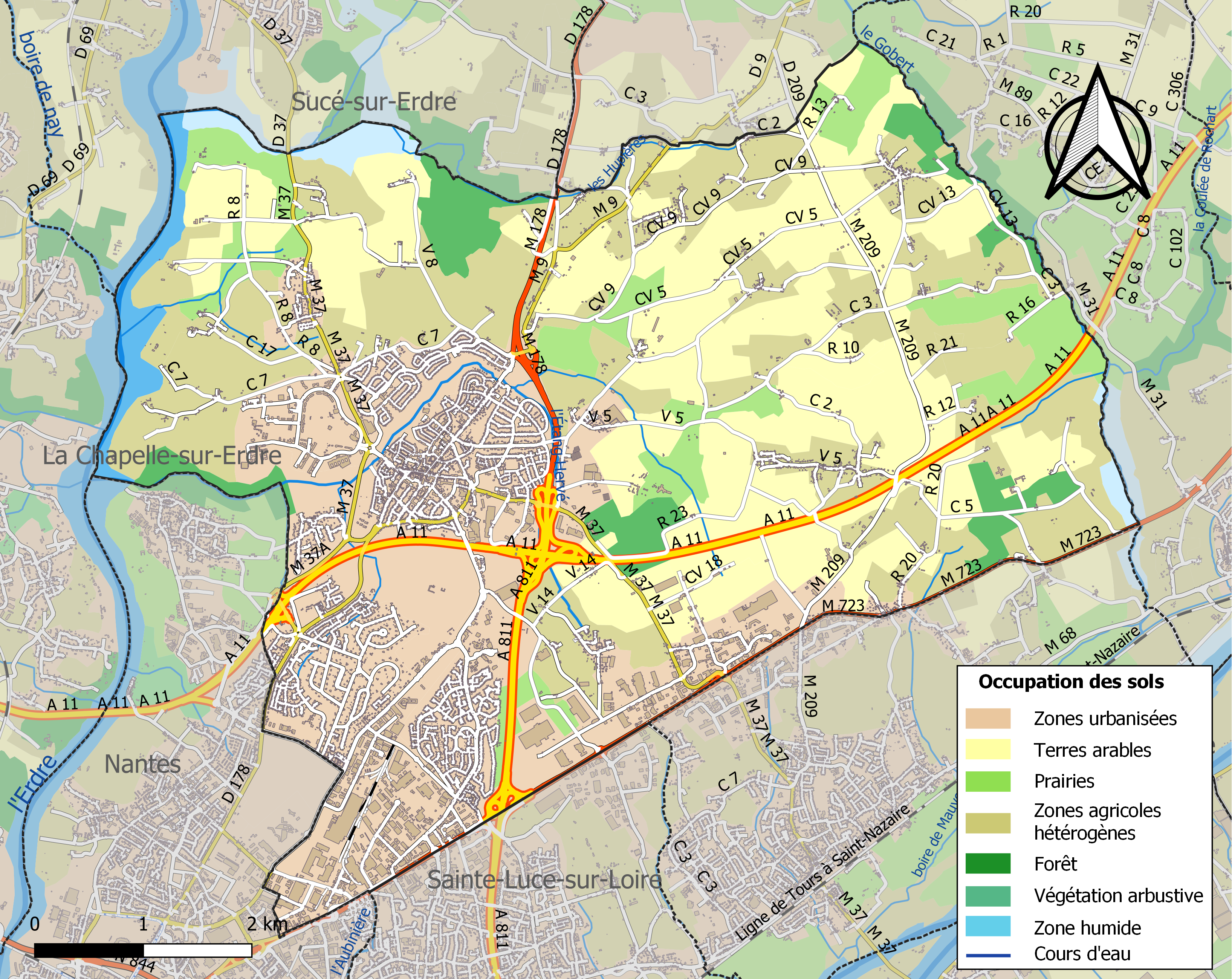
Carte des infrastructures et de l'occupation des sols de la commune en 2018 (CLC).

L'occupation des sols de la commune, telle qu'elle ressort de la base de données européenne d’occupation biophysique des sols Corine Land Cover (CLC), est marquée par l'importance des territoires agricoles (60,5 % en 2018), en diminution par rapport à 1990 (72 %). La répartition détaillée en 2018 est la suivante : 
zones agricoles hétérogènes (26,4 %), terres arables (25,5 %), zones industrielles ou commerciales et réseaux de communication (15,9 %), zones urbanisées (13,8 %), prairies (7,3 %), forêts (4,6 %), espaces verts artificialisés, non agricoles (2,5 %), eaux continentales (1,5 %), cultures permanentes (1,3 %), zones humides intérieures (1,2 %).
L'IGN met par ailleurs à disposition un outil en ligne permettant de comparer l’évolution dans le temps de l’occupation des sols de la commune (ou de territoires à des échelles différentes). Plusieurs époques sont accessibles sous forme de cartes ou photos aériennes : la carte de Cassini (XVIIIe siècle), la carte d'état-major (1820-1866) et la période actuelle (1950 à aujourd'hui).

### Morphologie urbaine
Carquefou est située en première couronne de la banlieue de Nantes, à laquelle son développement économique est lié. Le dynamisme de ce développement s'est concrétisé au niveau de la zone industrielle Nantes-Carquefou, qui est un élément déterminant de son urbanisation. Cette zone a été relayée par les nombreuses zones économiques installées de part et d'autre de l'ancienne RN 23 devenue localement RD 723. Les principaux quartiers urbanisés sont localisés en limite de Nantes, à l'ouest et autour du noyau urbain du centre-ville.
Les principales caractéristiques d'urbanisation de Carquefou sont :
- au sud et autour du centre-ville, des logements individuels groupés, notamment des pavillons ;
- au nord des bâtiments récents d'habitat collectif ;
- à l'est et au nord, des hameaux et des villages ;
- au sud le long de la RD 723 et récemment au nord (La Fleuriaye), des zones d'activités ;
- des activités commerciales dans le centre.

### Logement
En 2008, on dénombrait dans la commune un total de 7 097 résidences reparties en 6 779 résidences principales, 172 résidences secondaires et 145 logements vacants. Les logements sont relativement récents : 80 % des résidences ont été construites depuis 1975. En 2008, 4 391 ménages étaient propriétaires de leur résidence principale, 2 331 en étaient locataires (dont 413 dans un logement HLM) et 57 y étaient logées gratuitement.
|                        | 1968  | 1975  | 1982  | 1990  | 1999  | 2008  |
| Résidences principales | 1 041 | 1 802 | 2 809 | 4 044 | 5 464 | 7 097 |
| Résidences secondaires | 36    | 57    | 44    | 54    | 42    | 172   |
| Résidences vacantes    | 42    | 66    | 92    | 121   | 95    | 145   |

### Voies de communication et transports

#### Réseau routier
La commune est traversée par une route d'importance nationale, l'autoroute A11, dite L'Océane, qui joint l'Île-de-France à Nantes, et qui fait partie de l'axe routier qui relie Paris au sud de la Bretagne. Carquefou est desservie par l'échangeur de Vieilleville numéroté no 22, qui se situe sur son territoire. Cet échangeur permet d'accéder à l'A811, qui rejoint le centre de Nantes, et la RD 178 (ancienne RN 178) qui prolonge cet axe vers le nord (Nort-sur-Erdre, Châteaubriant). Au sud, la commune est délimitée par l'axe historique de liaison vers Angers et Paris, la RD 723 (ancienne RN 23), communément appelée route de Paris. Cet axe connaît un fort trafic (15 500 véhicules par jour en 2007). Il est classé « Route Principale de catégorie 1 » par le conseil départemental de la Loire-Atlantique, et constitue une coupure pour les déplacements entre Carquefou et Sainte-Luce-sur-Loire.
Les voies secondaires notables sont la RD 37 qui rejoint Sucé-sur-Erdre au nord et Thouaré-sur-Loire au sud, l'ancienne RD 178 qui conduit du centre de Carquefou au centre de Nantes via la Beaujoire, et la RD 337 qui relie le bourg de la commune à Sainte-Luce-sur-Loire via la zone industrielle de Carquefou.

#### Voies ferroviaires

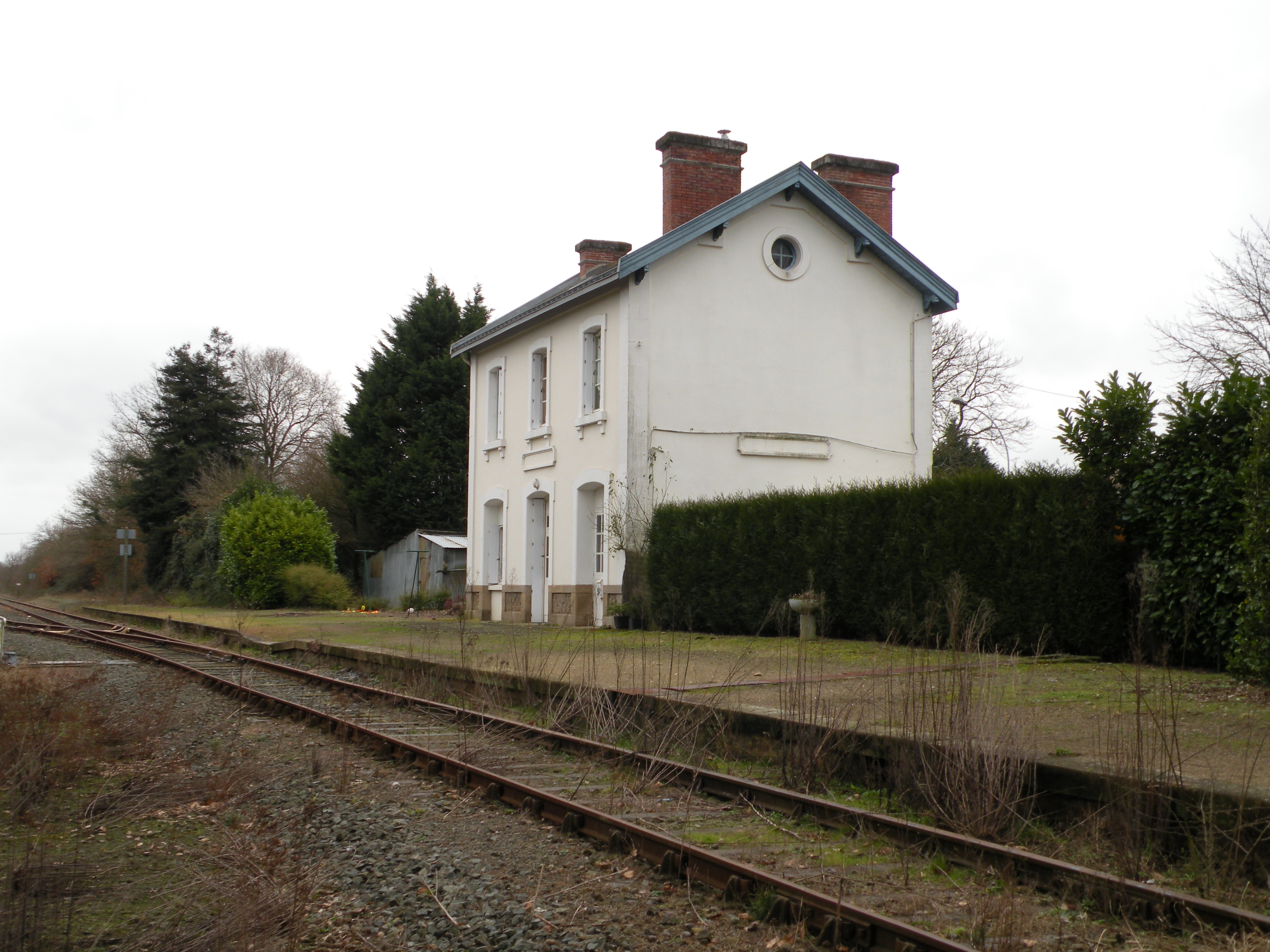
Gare de Carquefou.

La commune possède une gare, vestige de l'ancienne ligne de Segré à Nantes-État, dont le seul tronçon encore existant est celui reliant Nantes à Carquefou. Utilisée exclusivement pour le fret, cette voie ferrée est l'objet d'un projet de liaison voyageurs dans le cadre du développement du tram-train de Nantes. Cependant la voie ferrée a été déposée en 2011 aux abords de la gare de Carquefou.

#### Transports en commun
Le service de transports en commun est assuré par le réseau TAN. Celui-ci propose des lignes de bus qui conduisent vers les lignes de tramway à Nantes :
- la ligne C6 qui part de l'arrêt Chantrerie-Grandes Écoles situé à l'entrée de Carquefou ;
- la ligne 75 dessert le centre de Carquefou et la Fleuriaye passe à la station Beaujoire de la ligne 1 puis rejoint le secteur des facultés où existent les correspondances avec la ligne 2 aux stations Recteur Schmitt, École Centrale-Audencia et Facultés ;
- la ligne 85 dessert le centre de Carquefou, la Madeleine et la zone industrielle jusqu’à la station Haluchère-Batignolles de la ligne 1 ;
- la ligne 95 traverse le Souchais, la Fleuriaye, le centre-ville, le Housseau et la zone industrielle, et aboutit à la station Haluchère-Batignolles ;
- la ligne E5 est une ligne express qui permet de rejoindre le secteur des facultés depuis Carquefou avec peu d'arrêts intermédiaires et une correspondance avec la ligne 2 aux stations Recteur Schmitt et École Centrale-Audencia.

La commune est également desservie par les lignes 348 et 360 du réseau régional Aléop,.

## Toponymie
Le nom de la localité est attesté pour la première fois sous la forme latinisée Carcafagus en 1123. Le château construit après les invasions germaniques du début du Moyen Âge est attesté sous la forme  Carcafagum. Ensuite, on trouve la forme Querquefou en 1272. Des écrits désignent l'église de Carquefou sous l'appellation Ecclesia sancti Petri de Quercufolio vel Carcafago du début du XVe siècle.
Il s’agit d’une formation toponymique médiévale composée du mot fou « hêtre » (du latin fagus, même sens) précédé d’un élément indéterminé qui ne procède pas du brittonique caer.
Albert Dauzat, Charles Rostaing et Ernest Nègre suggèrent le germanique kirk « église »,, d'où le sens global d'« église du hêtre ».
Arlèze, cité précédant Carquefou sur le territoire, était sans doute située au niveau du village de Saint-André. Celui-ci était connu au XVe et XVIe siècles sous le nom de Puy-André. Arlèze a donné son nom la forêt de Puzarle (ou Puzarles) aujourd'hui disparue. Le vocable Puzarle(s) serait la contraction de Puy d'Arlèze, l'ancien français puy signifiant « colline, hauteur », terme issu du gallo-roman PODIU (du latin podium),.
Carquefou possède un nom en gallo, la langue d'oïl locale, écrit Carqefou selon l'écriture MOGA. En gallo, le nom de la commune se prononce [kaʁkəfu].
La forme bretonne actuelle proposée par l'Office public de la langue bretonne est Kerc'hfaou.

## Histoire

### Antiquité
Sur le territoire de Carquefou se trouve à l'époque gallo-romaine une localité, Arlèze, dont l'emplacement n'est pas défini. Des vestiges de fermes gauloises et gallo-romaines ont été découverts dans les quartiers du bois Saint-Lys et de la Bréchetière.

### Moyen Âge
En 851, la région passe sous contrôle breton, Carquefou fait partie du royaume puis du duché de Bretagne. Dans le système féodal, le territoire fait partie, jusqu'à la Révolution, du comté et de la sénéchaussée de Nantes.
Vers 1100,, Alain Fergent, duc de Bretagne, donne la forêt d'Arlèze (ou Puzarle) à des moines défricheurs qui s'installent. L'existence d'un prieuré est attestée en 1120, de vieux écrits le situant « près du village de Saint-André ».

### Organisation féodale
Jusqu'à la Révolution, la paroisse de Carquefou est divisée en trois seigneuries qui ont droit de haute justice :
- Peslan, qui devient châtellenie de Sucé en 1456 ;
- la Madeleine-en-Bois, annexe de l'abbaye Saint-Martin de Vertou et membre de la célèbre abbaye de Marmoutier, et dépendant de l'évêque de Nantes ;
- Faye, qui dépend des ducs de Bretagne, puis du roi de France.

De ces trois seigneuries dépendent d'autres de moindre importance, et qui ont droit de moyenne et basse justice : la chapellenie de Saint-André de la Hullonnière, la Seilleraye et l'Épinay.

### Guerre de succession de Bretagne
En 1341, Carquefou est, selon le chroniqueur Jean Froissart, « une petite ville entourée d'un fossé avec un rempart de gazon ». Cette année-là la cité se trouve au cœur de Guerre de succession de Bretagne. Carquefou et son château, dont la garnison est favorable à Jean de Montfort, subissent l'incendie provoqué par Jean II de France, duc de Normandie, fils du roi de Philippe VI, à la tête d'une armée de dix mille hommes. Bien que convenablement fortifiée, la place-forte de Carquefou est défendue par trop peu d'hommes, et Jean de Normandie s'en empare sans résistance. Après l'avoir pillée et incendiée, les troupes de Jean de Normandie partent pour mener un siège devant Nantes. Puis les Anglais, alliés de Jean de Montfort, prennent le château de Faye, qui appartient à la famille de Montauban, alliée de Charles de Blois. Depuis cette place forte, ils surveillent l'Erdre. À leur départ, ils détruisent entièrement le château.
En 1430, le bourg et l'église se situent sur ce qui correspond à la place Aristide-Briand actuelle, à environ 200 mètres à l'ouest de l'église présente au XXIe siècle.

### Renaissance et Temps modernes
En 1532, à la suite de l'Union de la Bretagne à la France, Carquefou est intégrée au royaume de France. La ville est marquée à la fin du XVIe siècle par les rivalités entre catholiques et protestants lors des Guerres de religion. Parallèlement à l'insécurité et à la misère que connaît la paroisse jusqu'au XVIIIe siècle, Carquefou accueille de nombreux notables qui font construire ou rénover manoirs et châteaux.
En 1734, une nouvelle église est bâtie en lieu et place de l'ancienne.

### Révolution et chouannerie
Lors de la Révolution française, la majorité de la population rallie la chouannerie. La commune est le théâtre de combats au Clouet.

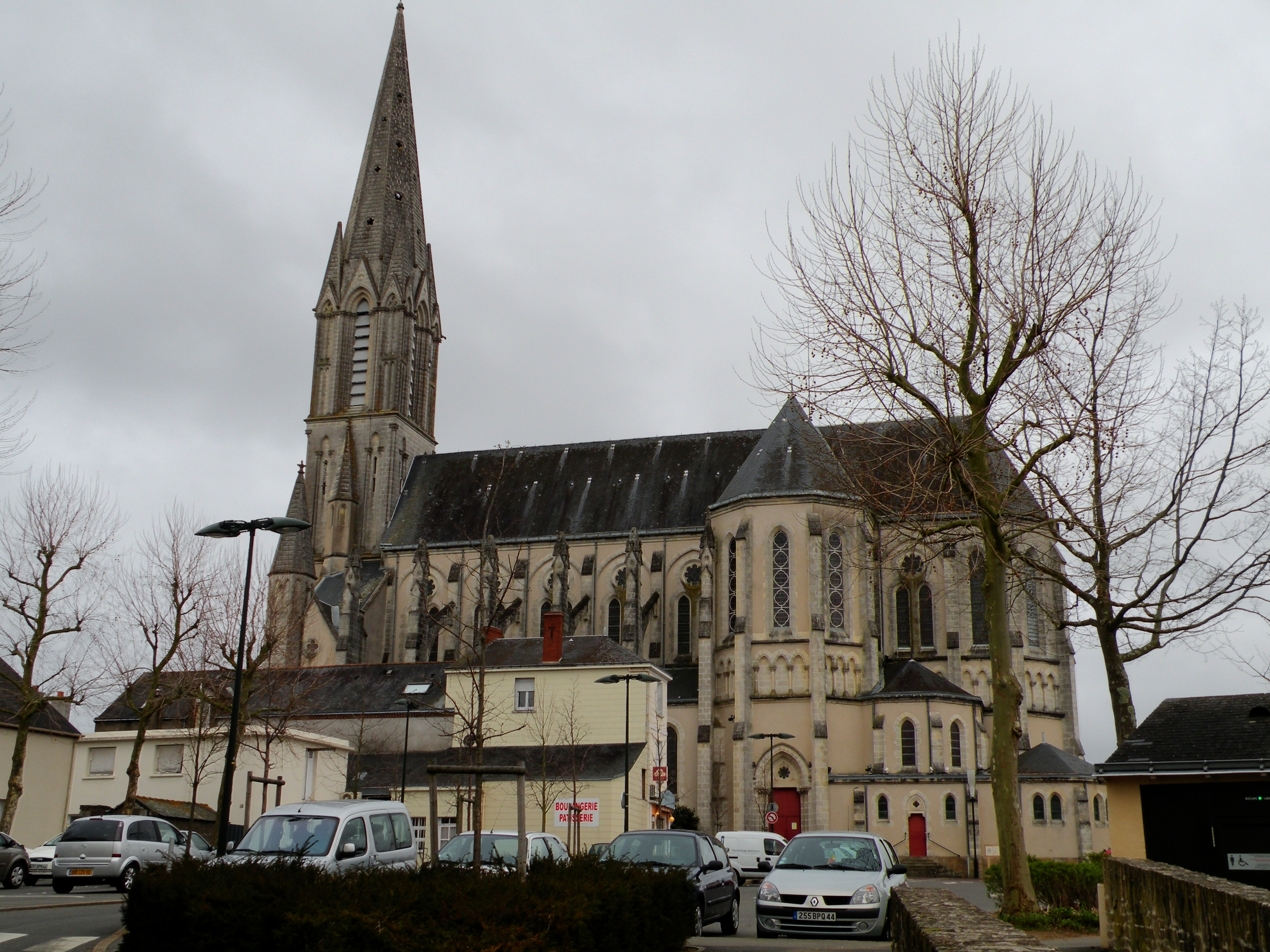
Église de Carquefou, achevée en 1874.

### Depuis leXIXesiècle
La nouvelle église est achevée en 1874. Jusqu'au milieu du XXe siècle la ville est essentiellement rurale. En 1965, la zone industrielle de Nantes-Est (centre de gros) est implantée entre Nantes et Carquefou, et accueille de petites industries. La ville connaît un rapide essor démographique, mais échappe au phénomène de construction de grands ensembles d'habitations comme c'est le cas à l'ouest de Nantes et à Saint-Herblain, Carquefou étant prioritairement destinée lors de décisions prises en 1958 à recevoir une zone d'activités économiques. Comme toutes les communes limitrophes de Nantes, la ville voit sa population s'accroître à la fin du XXe siècle, de nombreux lotissements pavillonnaires ont été créés.

## Politique et administration
Carquefou se situe dans la cinquième circonscription de la Loire-Atlantique, dans l'arrondissement de Nantes, et fait partie de la région des Pays de la Loire. La commune est chef-lieu du canton qui porte son nom.

### Tendances politiques et résultats
Le décompte des votes du 1er tour de l'élection présidentielle 2007 a révélé à Carquefou un taux d'abstention de 10,43 %, inférieur au taux national (16,03 %). Les électeurs carquefoliens ont principalement voté pour N. Sarkozy 32,65 %, S. Royal 27,44 %, F. Bayrou 24,45 % et J.-M. Le Pen 4,50 %. Nicolas Sarkozy et Ségolène Royal obtiennent 1,5 % de plus qu'au niveau national. Avec une abstention (11,71 %) toujours inférieure à celle du pays entier, Carquefou vote majoritairement pour Nicolas Sarkozy (51,78 %), devant Ségolène Royal (48,22 %), avec un écart inférieur à celui de l'ensemble du pays (respectivement 53,06 % et 46,94 %).
Lors des élections législatives de 2007, le député de la (5e circonscription), Michel Ménard (PS) arrive derrière son opposant, Robert Diat (Union pour un mouvement populaire, avec 47,72 % en ce qui concerne les votes carquefoliens au second tour. Au premier tour, Michel Ménard avait obtenu à Carquefou 30,44 %, Robert Diat 43,94 % et Maurice Perrion (UDF-Mouvement démocrate) 13,29 %, aucun autre candidat ne dépassant les 5 %. L'abstention a été respectivement de 35,38 % et 33,31 %.
En 2008, l'élection municipale a vu la liste « Action et passion pour Carquefou » conduite par le maire sortant, Claude Guillet, obtenir la majorité absolue dès le 1er tour (52,35 %), ce qui lui octroie 26 sièges au conseil municipal, devant « Un nouveau souffle pour Carquefou » conduite par Michel Masson (32,55 %, 5 sièges) et « Plus encore pour Carquefou » conduite par Isabelle Bronnec (15,11 %, 2 sièges). L'abstention atteint 34,46 %. Claude Guillet est par la suite élu maire par le conseil municipal.

### Administration municipale

L'hôtel de ville.

Le nombre d'habitants au dernier recensement étant compris entre 10 000 et 19 999, le nombre de membres du conseil municipal est de 33.

### Liste des maires
Depuis la Libération, sept maires se sont succédé à la tête de la commune.
| Période         | Période      | Identité                    | Étiquette            | Qualité |
| --------------- | ------------ | --------------------------- | -------------------- | --- |
| 5 novembre 1944 | 3 mai 1953   | Albert de Montbeillard      | PRL                  | Ancien chef d'escadron de cavalerie Conseiller général de Carquefou (1945 → 1949)                                                                                   |
| 3 mai 1953      | 19 mars 1971 | Louis Fouchard              | DVD                  | Viticulteur Conseiller général de Carquefou (1955 → 1973) |
| 19 mars 1971    | 18 mars 1983 | Pierre Stalder              | DVD puis UDF-CDS     | Chef d'études SNCF Conseiller général de Carquefou (1973 → 1985) |
| 18 mars 1983    | 24 mars 1989 | Francis Sergent,            | DVD                  | Ingénieur retraité, adjoint au maire (1977 → 1983) |
| 24 mars 1989    | 19 mai 2003  | Gisèle Gautier              | UDF puis UMP         | Directrice commerciale Sénatrice de la Loire-Atlantique (2001 → 2011) Conseillère régionale des Pays de la Loire (1992 → 2003) Démissionnaire pour raisons de santé |
| 19 mai 2003     | 5 avril 2014 | Claude Guillet              | UDF puis NC puis UDI | Chef d'entreprise retraité Adjoint au maire chargé de l'économie (1995 → 2003)                                                                                      |
| 5 avril 2014    | En cours     | Véronique Dubettier-Grenier | DVD                  | Mère au foyer, première adjointe (2008 → 2014) Conseillère départementale de Carquefou (2015 → ) Réélue pour le mandat 2020-2026                                    |

### Élections
Les personnalités exerçant une fonction élective dont le mandat est en cours et en lien direct avec le territoire de la commune de Carquefou sont les suivantes :
| Élection        | Territoire         | Titre                         | Nom                                          | Début de mandat  | Fin de mandat |
| --------------- | ------------------ | ----------------------------- | -------------------------------------------- | ---------------- | ------------- |
| Municipales     | Carquefou          | Maire                         | Véronique Dubettier-Grenier                  | 2014             | 2026          |
| Cantonales      | Carquefou          | Conseillers Départementaux    | Véronique Dubettier-Grenier et Serge Mounier | 2021             | 2028          |
| Législatives    | 5e circonscription | Député                        | Sarah El Haïry (MoDem)                       | 18 juin 2017     | juin 2022     |
| Régionales      | Pays de la Loire   | Président du conseil régional | Christelle Morançais                         | 18 décembre 2015 | 2021          |
| Présidentielles | France             | Président de la République    | Emmanuel Macron (REM)                        | 6 mai 2017       | mai 2022      |

### Intercommunalité
Carquefou fait partie de Nantes Métropole. La ville y est représentée par le maire et deux élus communautaires.

### Fiscalité
| Taxe                                                | Taux appliqué (part communale) | Recettes dégagées en € |
| --------------------------------------------------- | ------------------------------ | ---------------------- |
| Taxe d'habitation (TH)                              | 13,66 %                        | 3 142 000              |
| Taxe foncière sur les propriétés bâties (TFPB)      | 13,66 %                        | 3 853 000              |
| Taxe foncière sur les propriétés non bâties (TFPNB) | 36,24 %                        | 89 000                 |
| Cotisation foncière des entreprises (CFE)           | 0                              | 0                      |

### Budget
| Évolution de l'endettement (en milliers d’€) | Évolution des dépenses d’équipement (en milliers d’€) |

### Sécurité, instances judiciaire et administrative
La commune dépend de la cour d'appel de Rennes, du tribunal de grande instance et d'instance ainsi que du tribunal de commerce et du conseil de prud'hommes de Nantes. Elle dépend également de la cour administrative d'appel de Nantes.

### Politique de développement durable
La commune met en place des actions et des campagnes de sensibilisation visant à respecter les mesures liées au développement durable. Elle a lancé une démarche d'Agenda 21 en 2005.
La collecte des déchets et le tri sélectif sont assurés par les services de Nantes Métropole.

### Jumelages

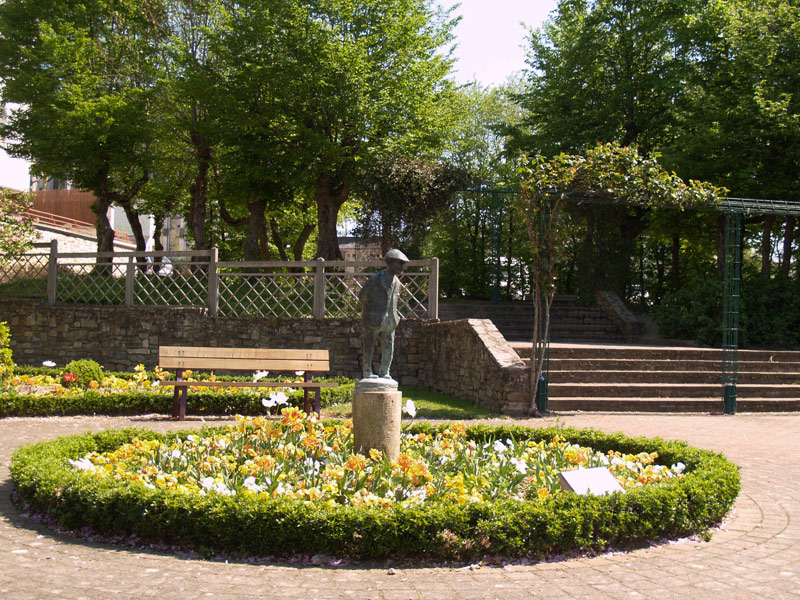
La statuette de l'Homme Content a été offerte à la Ville de Carquefou par la Ville d'Eersel dans le cadre du jumelage entre les deux communes.

Carquefou est jumelée avec trois communes :
- Eersel (Pays-Bas) depuis 1988 ;
- Alella (Espagne) depuis 1997 ;
- Racoviţa (Roumanie) depuis 2002 (ville parrainée de 1989 à 2002).

### Distinctions
En 1997, Carquefou a été élue Ville la plus sportive des Pays de la Loire, et a reçu une nouvelle fois cette distinction en 2007, puis une nouvelle fois en 2019.
En 1998, Carquefou a été distinguée par la « Marianne d'Or ».
En 2010, Carquefou a été récompensée par le label « Ville Internet @@@@ ».

## Population et société

### Démographie
Selon le classement établi par l’Insee, Carquefou est une commune urbaine, une des 24 communes de banlieue de l’unité urbaine de Nantes. Elle est également incluse dans l'aire urbaine, la zone d'emploi et le bassin de vie de Nantes. Toujours selon l'Insee, en 2010, la répartition de la population sur le territoire de la commune était considérée comme « intermédiaire » : 84 % des habitants résidaient dans des zones « intermédiaires » et 16 % dans des zones « peu denses ».

#### Évolution démographique
L'évolution du nombre d'habitants est connue à travers les recensements de la population effectués dans la commune depuis 1793. Pour les communes de plus de 10 000 habitants les recensements ont lieu chaque année à la suite d'une enquête par sondage auprès d'un échantillon d'adresses représentant 8 % de leurs logements, contrairement aux autres communes qui ont un recensement réel tous les cinq ans,.

En 2022, la commune comptait 20 535 habitants, en évolution de +5,94 % par rapport à 2016 (Loire-Atlantique : +6,68 %, France hors Mayotte : +2,11 %).
| 1793  | 1800  | 1806  | 1821  | 1831  | 1836  | 1841  | 1846  | 1851  |
| ----- | ----- | ----- | ----- | ----- | ----- | ----- | ----- | ----- |
| 2 273 | 1 259 | 2 156 | 2 379 | 2 626 | 2 637 | 2 690 | 2 912 | 2 899 |

| 1856  | 1861  | 1866  | 1872  | 1876  | 1881  | 1886  | 1891  | 1896  |
| ----- | ----- | ----- | ----- | ----- | ----- | ----- | ----- | ----- |
| 2 891 | 2 810 | 2 897 | 2 799 | 2 782 | 2 932 | 2 909 | 2 902 | 2 751 |

| 1901  | 1906  | 1911  | 1921  | 1926  | 1931  | 1936  | 1946  | 1954  |
| ----- | ----- | ----- | ----- | ----- | ----- | ----- | ----- | ----- |
| 2 670 | 2 843 | 2 609 | 2 586 | 2 538 | 2 472 | 2 635 | 3 026 | 3 169 |

| 1962  | 1968  | 1975  | 1982  | 1990   | 1999   | 2006   | 2011   | 2016   |
| ----- | ----- | ----- | ----- | ------ | ------ | ------ | ------ | ------ |
| 3 287 | 3 744 | 6 239 | 9 664 | 12 877 | 15 369 | 17 898 | 18 022 | 19 384 |

| 2021   | 2022   | - | - | - | - | - | - | - |
| ------ | ------ | - | - | - | - | - | - | - |
| 20 510 | 20 535 | - | - | - | - | - | - | - |

#### Pyramide des âges
La population de la commune est relativement jeune.
En 2018, le taux de personnes d'un âge inférieur à 30 ans s'élève à 39,7 %, soit au-dessus de la moyenne départementale (37,3 %). À l'inverse, le taux de personnes d'âge supérieur à 60 ans est de 23,1 % la même année, alors qu'il est de 23,8 % au niveau départemental.
En 2018, la commune comptait 9 918 hommes pour 10 114 femmes, soit un taux de 50,49 % de femmes, légèrement inférieur au taux départemental (51,42 %).
Les pyramides des âges de la commune et du département s'établissent comme suit.
| Hommes | Classe d’âge | Femmes |
| ------ | ------------ | ------ |
| 0,5    | 90 ou +      | 1,8    |
| 5,1    | 75-89 ans    | 8,0    |
| 14,5   | 60-74 ans    | 16,2   |
| 19,4   | 45-59 ans    | 20,7   |
| 17,0   | 30-44 ans    | 17,3   |
| 25,2   | 15-29 ans    | 18,1   |
| 18,3   | 0-14 ans     | 17,9   |

| Hommes | Classe d’âge | Femmes |
| ------ | ------------ | ------ |
| 0,6    | 90 ou +      | 1,8    |
| 6      | 75-89 ans    | 8,6    |
| 15,1   | 60-74 ans    | 16,4   |
| 19,4   | 45-59 ans    | 18,8   |
| 20,1   | 30-44 ans    | 19,3   |
| 19,2   | 15-29 ans    | 17,4   |
| 19,5   | 0-14 ans     | 17,6   |

### Enseignement
La commune dépend de l'académie de Nantes. Carquefou dispose de dix écoles publiques, dont cinq maternelles, et pour l'enseignement privé d'une école élémentaire et une maternelle. Pour le secondaire, on trouve un collège privé (collège Sainte-Anne) et un collège public (collège Gérard-Philipe). Un lycée public a ouvert à la rentrée 2017 dans la zone de la Mainguais (lycée Honoré d'Estienne d'Orves).
Pour l'enseignement supérieur, grâce notamment à la proximité du site Atlanpole-la-Chantrerie à Nantes, quatre établissements se sont implantés : un campus de l'ICAM, l'Institut national de formation et d’enseignement professionnel du caoutchouc (IFOCA), l'institut rural La Charmelière et un site de l'IUT de Nantes. On trouve aussi sur le site de la Chantrerie, l'école des Mines, l'école supérieure du bois, Polytech, L'ISEN (Institut supérieur de l'électronique et du numérique) et l'une des quatre écoles vétérinaires françaises.

### Manifestations culturelles et festivités
Tout au long de l'année, plusieurs rendez-vous culturels ont lieu sur la commune : Les Rencontres du Savoir, Les Rendez-vous de l'Erdre, le Salon d'automne.
La ville a accueilli en 2010, 2014 et 2018 le Festi’Dunan, un festival artistique en langue des signes.

#### Rencontres internationales du dessin de presse
Le festival des Rencontres Internationales du Dessin de Presse (RIDEP) est né en 2000 à Carquefou. Ces rencontres, qui ont lieu chaque année en janvier à l'Espace culturel de la Fleuriaye, proposent un regard critique, réfléchi et humoristique sur l'actualité internationale et sur les grandes questions de société, à travers le dessin de presse.
Pendant les neuf premières années, de 2000 à 2009, un pays était à l'honneur et, donc, des dessinateurs de renom de ce pays étaient invités à prendre place parmi les dessinateurs français et européens. Pour fêter ses dix ans, le festival a choisi pour thématique la liberté d'expression dans le monde et a invité des dessinateurs essentiellement issus des pays qui ont figuré lors des évènements précédents, transformant ainsi les RIDEP en manifestation à vocation internationale et multiculturelle. Depuis cette édition, une thématique différente est choisie chaque année, et des dessinateurs d'environ une quinzaine de pays sont présents.
Les RIDEP sont ainsi l'occasion chaque année pour un public de près de 7 000 personnes de venir échanger avec une trentaine de dessinateurs de presse français et étrangers autour de leur métier, et de thématiques telles que les changements climatiques, l'alimentation, les Droits de l'homme et l'Internet. Cette manifestation s'articule autour de plusieurs temps forts : les rencontres avec les dessinateurs de presse, les conférences-débat, la visite des expositions de photos et de dessins de presse et enfin les animations.

### Santé
Le centre hospitalier le plus proche se situe à Nantes.

### Sports
Carquefou a été élue Ville la plus sportive des Pays de la Loire en 1997 et 2007 au Challenge de la ville la plus sportive de France.
Plus de 50 activités sportives sont proposées à Carquefou, rassemblant quelque 8 300 adhérents pratiquant en loisir ou en compétition. La ville dispose de quatre grands complexes sportifs, une piscine, un golf, une base nautique et un skate park.
Le club de football local, l'US Jeanne d'Arc Carquefou (USJA)  s'est illustré sur la scène nationale lors de la saison 2007-2008. Évoluant alors dans le bas de tableau en CFA 2 (la 5e division footballistique), le club réalise un brillant parcours en Coupe de France. Le 19 mars 2008, en huitième de finale de la Coupe de France, Carquefou élimine l'Olympique de Marseille, à l'époque 4e de Ligue 1, au stade de la Beaujoire, après avoir battu un autre club de Ligue 1, l'AS Nancy-Lorraine, 3e de Ligue 1 et meilleure défense du championnat à l'époque, ainsi qu'une équipe de Ligue 2 : Gueugnon. L'aventure de l'USJA s'arrête le 16 avril 2008 en quarts de finale face au Paris Saint Germain qui l'emporte 1-0 après un but de Pedro Miguel Pauleta.

### Médias
La presse écrite locale est dominée par le groupe Ouest-France et ses éditions Ouest-France et Presse-Océan. Limitrophe de Nantes, Carquefou bénéficie de la même offre de radio et télévision que celle de Nantes.

### Cultes
L'église du bourg est consacrée au culte catholique. Elle est dédiée aux apôtres saint Pierre et saint Paul. Le territoire de la ville fait intégralement partie de la paroisse Saint-Pierre-Saint-Étienne-sur-Erdre dans la zone pastorale Nantes nord, qui dépend du diocèse de Nantes (province ecclésiastique de Rennes).

## Économie

### Revenus de la population et fiscalité
Carquefou est une ville aisée : en 2010, le revenu fiscal médian par ménage était de 39 223 €, ce qui plaçait la ville au 2 905e rang parmi les 31 525 communes de plus de 39 ménages en métropole.

### Emploi
En 2008, les Carquefoliens ayant entre 15 et 64 ans étaient 12 075. Les actifs ayant un emploi représentaient 63,7 % de cette population, les retraités en représentaient 8,1 %, les chômeurs 4,1 %, tandis que 4,8 % des habitants de Carquefou étaient considérés comme « autres inactifs ». Enfin la population estudiantine représentait 19,3 % de la population de la commune.
La même année l'Insee recense un taux de chômage de 6 % pour la commune contre 9,5 % pour le département.
Répartition des emplois par domaines d'activité en 2008
|                             | Agriculture | Industrie | Construction | Commerce, transport, services | Administration, santé, enseignement, social |
| --------------------------- | ----------- | --------- | ------------ | ----------------------------- | ------------------------------------------- |
| Carquefou                   | 1,3 %       | 27,2 %    | 6,3 %        | 49,5 %                        | 15,8 %                                      |
| Moyenne départementale      | 2,8 %       | 14,7 %    | 7,4 %        | 46,0 %                        | 29,1 %                                      |
| Sources des données : Insee |             |           |              |                               |                                             |

Répartition des emplois par catégories socioprofessionnelles en 2008
|                             | Agriculteurs | Artisans, commerçants, chefs d'entreprise | Cadres, professions intellectuelles | Professions intermédiaires | Employés | Ouvriers |
| --------------------------- | ------------ | ----------------------------------------- | ----------------------------------- | -------------------------- | -------- | -------- |
| Carquefou                   | 0,4 %        | 3,2 %                                     | 19,7 %                              | 25,7 %                     | 18,9 %   | 32,1 %   |
| Moyenne départementale      | 1,7 %        | 5,4 %                                     | 15,3 %                              | 26,1 %                     | 27,8 %   | 23,7 %   |
| Sources des données : Insee |              |                                           |                                     |                            |          |          |

### Entreprises, industrie et commerce
Selon l'Insee, au 1er janvier 2010, Carquefou comptait 1 025 entreprises.
Parmi les entreprises industrielles installées sur la commune, on relève :
- l'unité de production de la Seita (groupe Imperial Tobacco);
- Brissonneau et Lotz marine[66] (groupe Alstom depuis 1972, installé à Carquefou depuis 1973) ;
- la fonderie Lemer[67] ;
- Oratech (ex-AIC), outillage de grande dimension pour l'aéronautique (groupe Europe Technologies).

Parmi les entreprises commerciales installées sur la commune, on relève la centrale régionale Ouest de Système U.
Sercel,

### Agriculture
En 2003, l'agriculture exploitait 1 650 hectares sur le territoire de la commune (40 %). À cette date il restait 56 exploitations. La production maraîchère, qui occupait 340 hectares, était l'activité la plus dynamique du secteur. L'élevage bovin occupait 900 hectares, 95 % de cette surface étant destinée à la production laitière. La production autorisée s'élevait à 2 900 000 litres, pour 470 vaches laitières. La commune abrite également un centre équestre destiné à l'élevage de chevaux de course, une exploitation de volailles, et un pisciculteur. En 2010, l'agriculture exploitait 1 837 hectares sur le territoire de la commune repartis entre 40 exploitations. La culture de céréales, occupait 438 hectares dont 368 consacrés à la culture de blé tendre.
Comparativement à l'ensemble des communes de Nantes métropole, la population agricole de Carquefou est importante.

## Culture locale et patrimoine

### Patrimoine architectural
Deux sites classés monument historique se trouvent à Carquefou :
- le château de la Seilleraye ou Sailleraie (1671) a été édifié par l'architecte Delahaye sur les plans dressés, dit-on, par François Mansart, pour Guillaume Harouys[71],[E 2],[F 2].
- le château de l'Épinay dont on attribue aussi à Guillaume de Harouys la construction, toujours sur des plans de Mansart, au milieu du XVIIe siècle[72],[E 3]. Il est aujourd'hui entouré d'un parcours de golf.

Au fil du temps de nombreuses demeures de notables ont été construites sur le territoire de la commune.
- Le château de La Couronnerie est édifié en 1850 pour Louis Avrouin-Foulon, maire de Carquefou de 1865 à 1878. Le château porte le nom d'une seigneurie attestée en 1398. Cette seigneurie dépend de celle de la Faye[22].
- Le château de Maubreuil est brûlé lors de la Révolution française[F 3]. Acheté et reconstruit vers 1815 par le négociant et armateur de navires corsaires nantais Félix Cossin, il revient par héritage à l'époux de la petite-fille de Cossin, le marquis de Dion qui, en 1934, le cède au département. En 1938, un sanatorium est construit dans le parc. En 1972, les bâtiments du sanatorium deviennent un centre de rééducation fonctionnelle[F 3],[E 4].
- Le château de la Barre date du XVe siècle. Son premier seigneur connu s'appelle Guillaume Grimaud, secrétaire du duc Jean V de Bretagne, en 1440. Il est rebâti au XVIIe siècle[E 5],[22].
- Le château de la Chambre, du XVIe siècle, et reconstruit au XVIIIe siècle[22]. Au XIXe siècle, monsieur Marchis de la Chambre, maire de Carquefou est propriétaire du château. Il est acheté par M. Binet, directeur des entreprises LU et son épouse Marguerite Écomard, vers 1920, et appartient toujours à cette famille.
- Le château des Enfas.
- Le château de Florigny.
- Le château de la Madeleine, détruit au XXe siècle.
- Le château de la Bréchetière[22], du XVIe siècle, est acquis et reconstruit au XIXe siècle par la famille de M. Guisnel, notaire à Nort-sur-Erdre. Un des enfants Guisnel épouse Alice Écomard en 1924.
- Le château de Bel-Air[22], du XIXe siècle, est devenu un restaurant.
- Le château de la Fleuriaye ou Fleuriais (1852) abrite au XXIe siècle des services municipaux[E 6],[F 4].
- Le château du Clouet, qui date du XVIe siècle fut acheté par la famille Écomard en 1911. À la suite d'un incendie dans les années 1980, l'édifice est démoli[22].
- Le château de la Bidaudière, du XVIe siècle, est fortement remanié au XVIIIe siècle[22]. Acheté par Arthur Écomard, maire et notaire de Carquefou vers 1900, il appartient toujours à la famille.
- Le manoir de la Chaumière[22], acquis par Arthur Écomard en 1892 qui puis l'agrandit. La famille Écomard le revend dans les années 1950.
- Le manoir du Housseau.
- Le château de la Cadranière, détruit au XXe siècle.

L'église néo-gothique Saint-Pierre-et-Saint-Paul est construite entre 1869 et 1874. Pendant vingt ans elle est dépourvue de clocher. Celui-ci, culminant à 66 mètres au-dessus du sol, est bâti en 1895-1896.

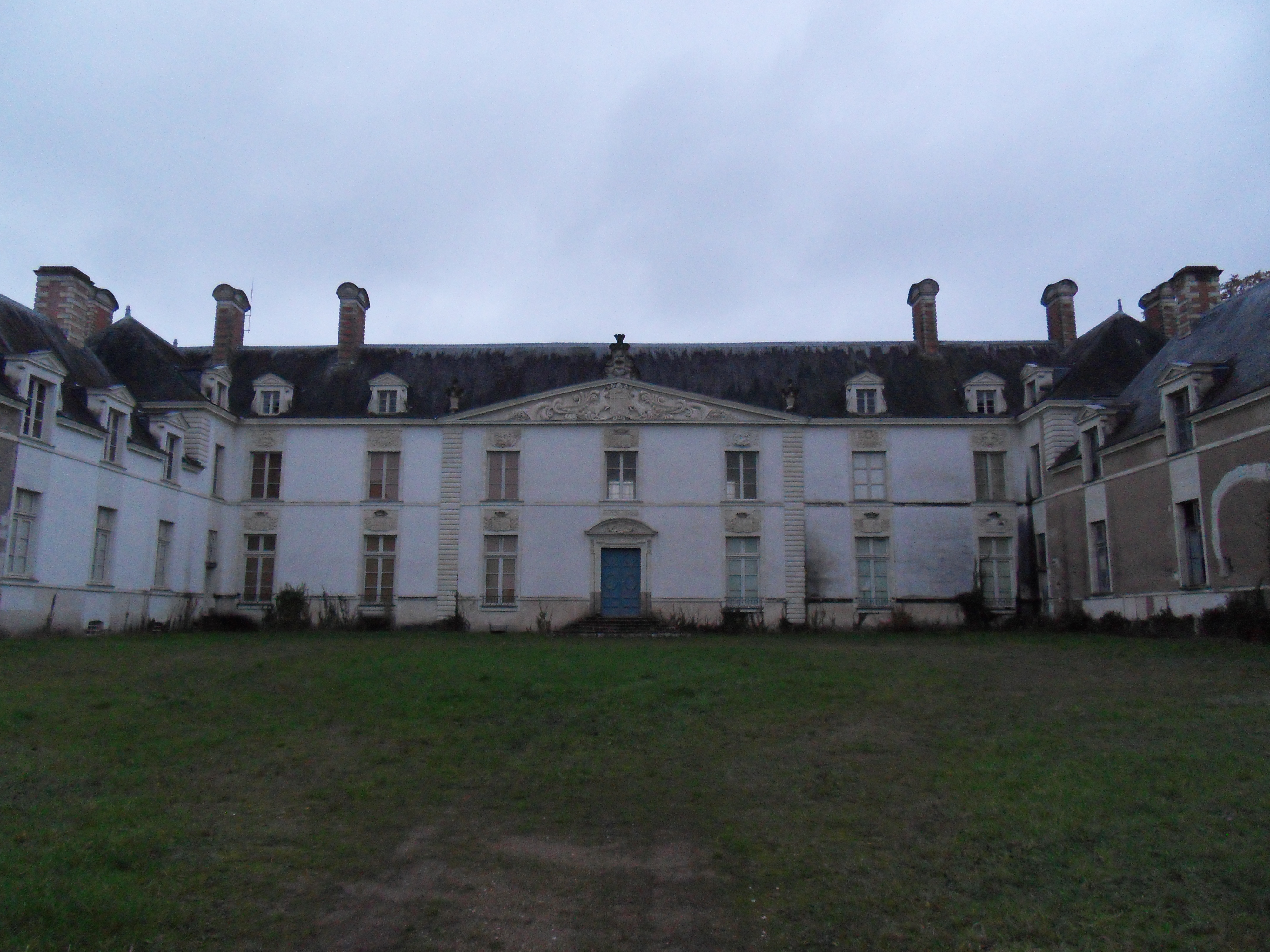
Château de la Seilleraye
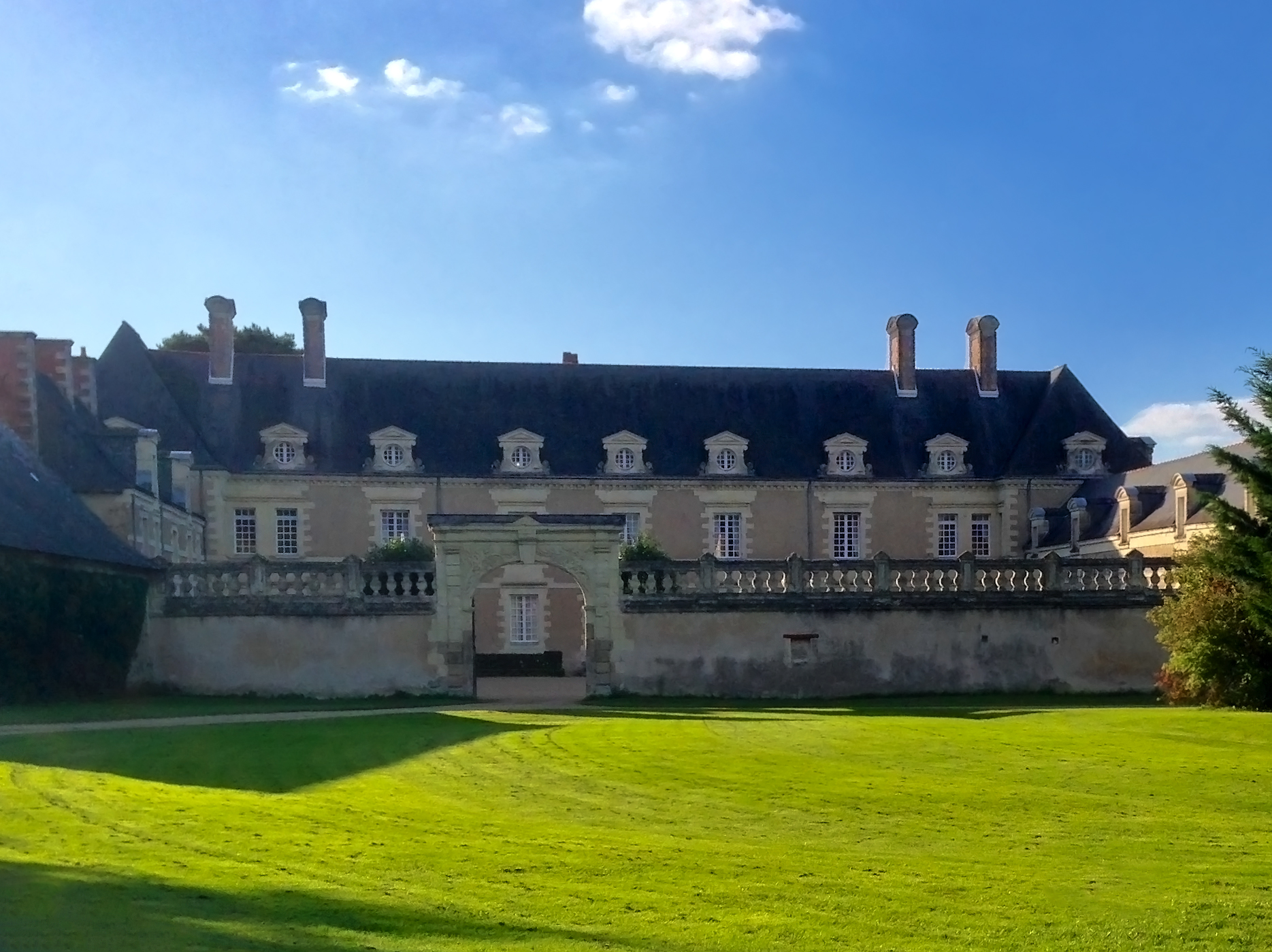
Château de l'Épinay
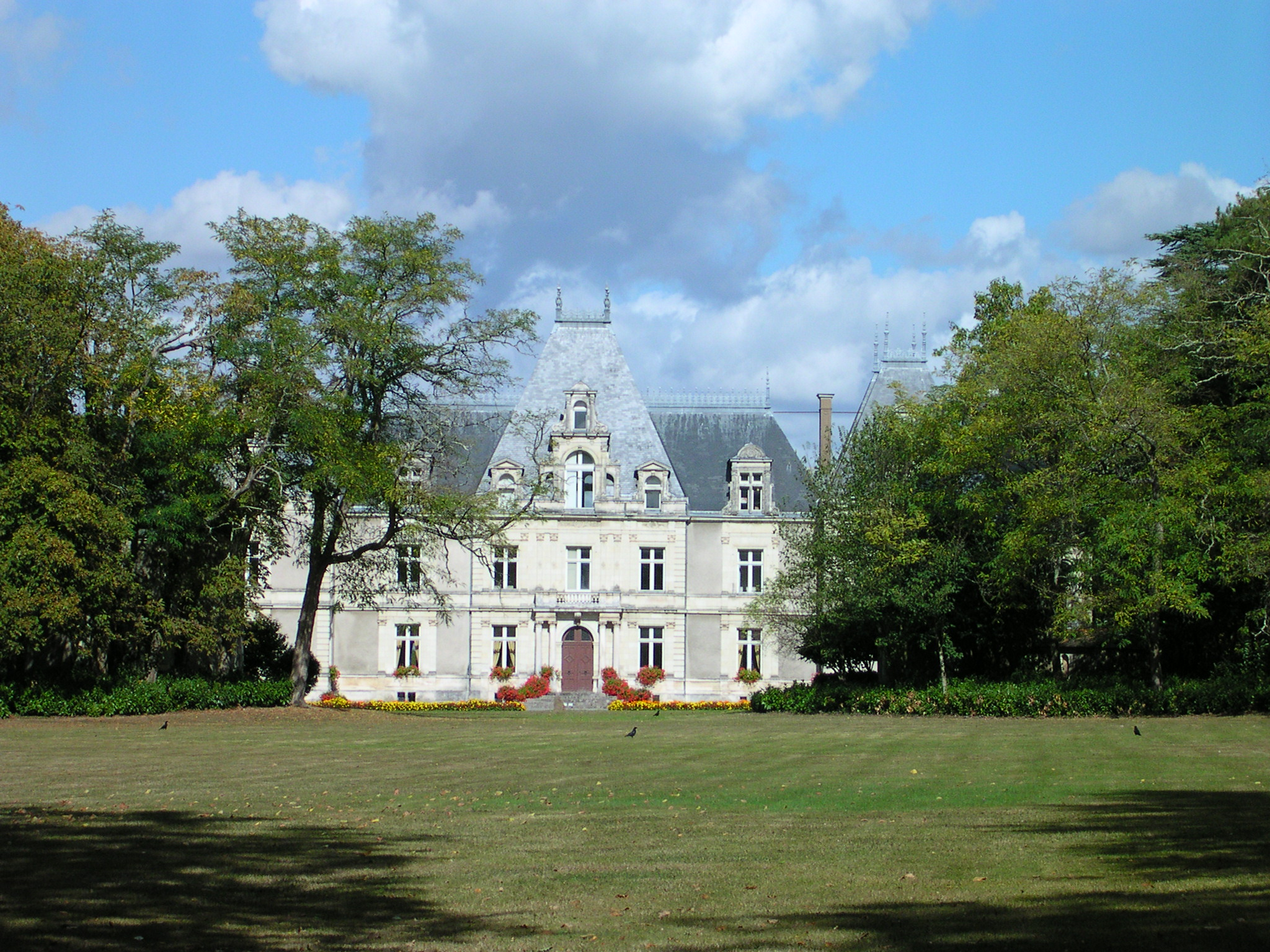
Château de Maubreuil
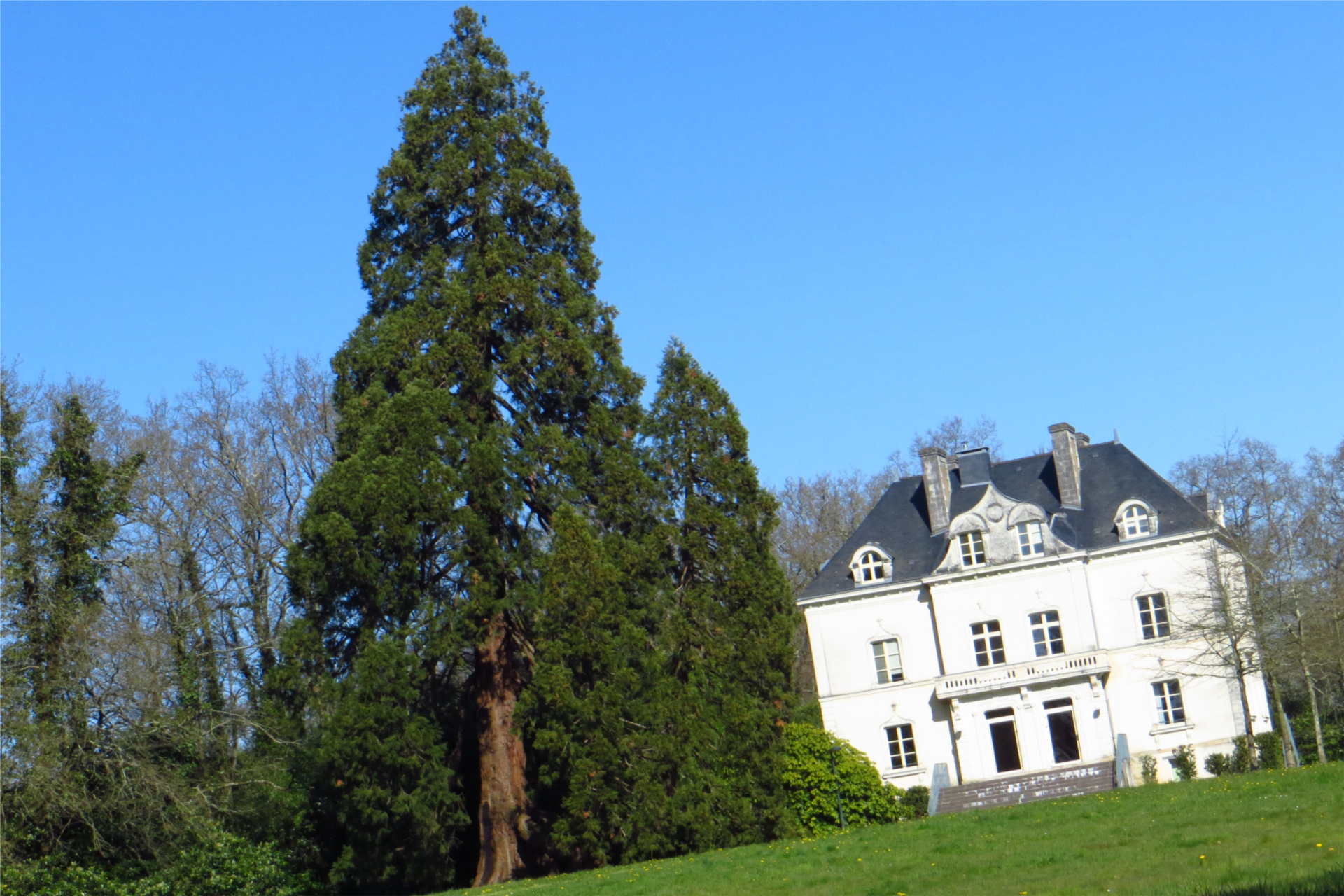
Château de la Fleuriaye
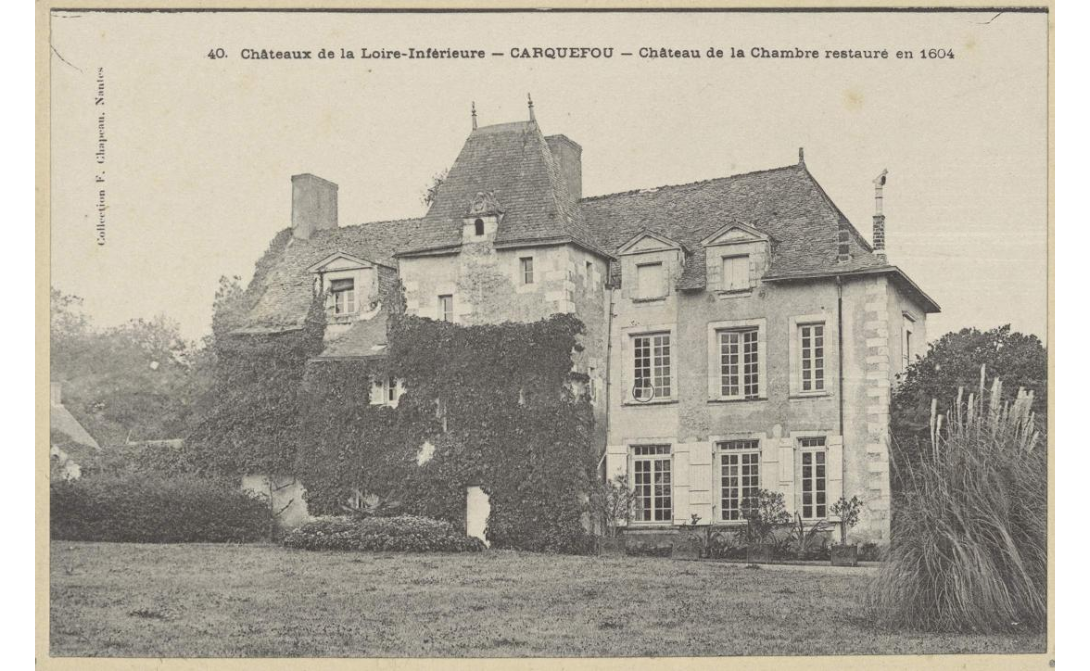
Château de la Chambre
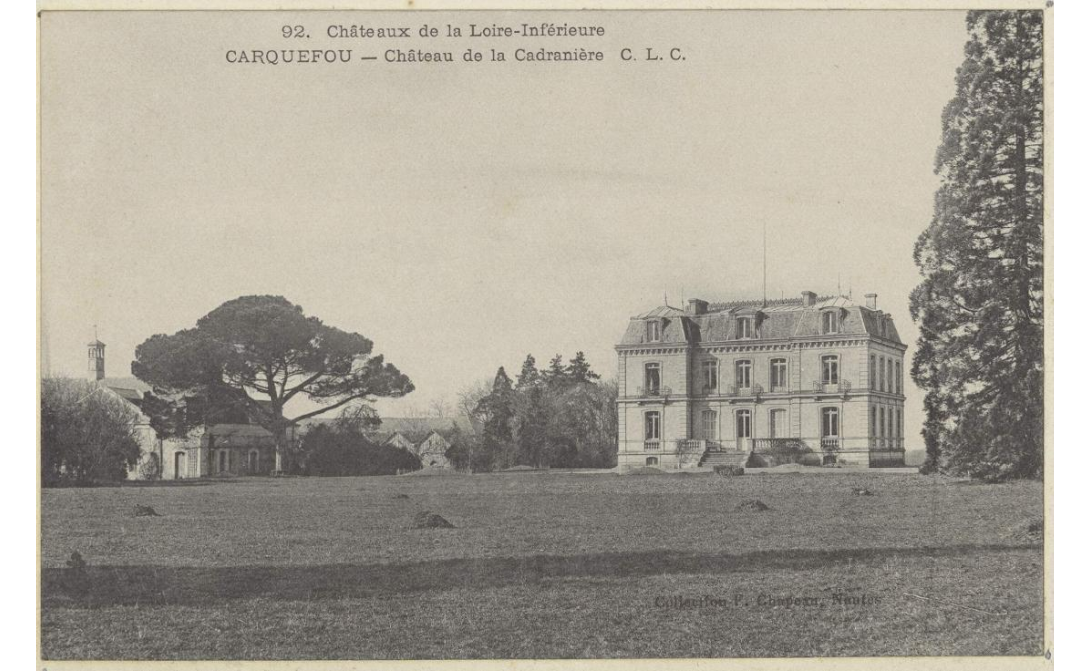
Château de la Cadranière

### Patrimoine naturel

#### Zones protégées
Carquefou est dans un espace naturel concerné par une protection internationale : l'estuaire de la Loire. Il s'agit d'un site d’importance communautaire (SIC) au titre de la directive habitats, et la zone de protection spéciale (ZPS) au titre de la directive oiseaux.
La réserve naturelle régionale de la tourbière de Logné, qui s'étend également sur la commune de Sucé-sur-Erdre, a été créée en janvier 2011.
Trois zones de la commune sont concernées par le réseau Natura 2000 :
- le marais de l'Erdre[74] ;
- la vallée de la Loire aux Ponts-de-Cé et zones adjacentes[75] ;
- les marais de Mazerolles et de Petit-Mars[76].

On trouve également à Carquefou cinq ZNIEFF :
- vallée et marais de l'Erdre[77] ;
- la Tourbière de Logné[78] ;
- vallée de la Loire à l'amont de Nantes[79] ;
- zones humides et îles de Loire de Sainte-Luce-sur-Loire à Mauves, marais de la Seilleraye[80] ;
- prairies et boire du château de la Seilleraye[81].

#### Parcs et espaces verts
La commune est une ville fleurie ayant obtenu quatre fleurs au palmarès 2002 du concours des villes et villages fleuris.
Les plus grandes zones boisées se situent à l'est de la commune, à Maubreuil, La Seilleraye et La Couronnerie. Les vallons abritent également des massifs boisés. Au total, en 2007, les espaces boisés couvrent 175,5 hectares (4 % du territoire de la commune).
La base nautique de Port-Jean se situe sur les bords de l'Erdre.

#### Sentiers pédestres
| Numéro du circuit | Nom du circuit           | Longueur en km / estimation de durée |
| 1                 | Le Tour du Bourg         | 8 km - 2 h                           |
| 2                 | Les Bords de l'Erdre     | 10 km - 3 h                          |
| 3                 | La Vallée de Rideau      | 3 km - 1 h                           |
| 4                 | Le Haut Pays             | 14 km - 4 h                          |
| 5                 | Entre Terres et Rivières | 12 km - 3 h 30                       |

### Patrimoine culturel
La ville de Carquefou compte plusieurs établissements culturels.

#### Salle de spectacles
L'espace culturel et de loisirs de la Fleuriaye est à la fois un théâtre et un centre de congrès construit en 1994.
Comptant plus de 6 700 abonnés, le théâtre de la Fleuriaye est un grand théâtre à l'italienne de 814 places, aux formes arrondies permettant à tous les spectateurs d'être proches de la scène. Il autorise toutes les créations, y compris l'opéra puisqu'une fosse y est aménagée. Il accueille également de nombreux spectacles (plus d'une cinquantaine de représentations par an) dans le domaine du théâtre, de la musique, du cirque et de la danse. Une programmation famille et jeune public est également proposée chaque saison.

#### Musée
Le musée de l'Erdre, installé sur le site des Renaudières, propose, depuis novembre 2009, une exposition permanente intitulée L'Erdre vivante. L'exposition explore la rivière, en tant que voie navigable, et les activités humaines qui y sont liées, hier et aujourd'hui. Une programmation de visites, d'ateliers, d'évènements et d'expositions temporaires permet d'aborder différentes thématiques liées à l'Erdre.

#### Médiathèque
Fondée en 1986, la médiathèque Hélène-Carrère-d'Encausse de Carquefou est un espace public ouvert à tous et un outil permettant l'accès à l'information et à la culture sous toutes ses formes. Un espace spécialement aménagé dans la section jeunesse avec des podiums permet aux adultes qui le souhaitent de partager un moment de lecture avec leur enfant. Aux beaux jours, le jardin du conte peut également les accueillir. Une salle d'animation de 80 places permet d'accueillir régulièrement des expositions, animations, contes pour tous les publics.

#### École de musique
L'école municipale de musique de Carquefou s'adresse aux enfants et adultes désireux de découvrir, de pratiquer et de parfaire leurs connaissances musicales. Ses 20 professeurs diplômés délivrent un enseignement permettant d'acquérir un bon niveau de musiciens amateurs, dans le cadre d'une formation globale alliant culture et formation musicale, apprentissage instrumental et vocal et pratique de la musique d'ensemble en orchestres et petites formations. L'école de musique organise chaque année un grand nombre de concerts et manifestations.

#### Espaces d'expositions
La ville de Carquefou accueille le Fonds régional d'art contemporain (FRAC) de la région Pays de la Loire. La collection du FRAC, constituée depuis 1982, compte aujourd'hui plus de 1 300 œuvres d'art, émanant en particulier d'artistes jeunes, résidant dans la région, en France ou à l'étranger. L'ensemble des œuvres rassemblées depuis 20 ans reflète la diversité de la création d'aujourd'hui.
Par ailleurs, l'Espace d'expositions des Renaudières, inauguré en septembre 2008, a pour objectif de proposer au public de s'ouvrir à toutes les formes d'art. Il accueille en moyenne quatre expositions par an, du figuratif à l'abstrait, de l'art brut à l'art singulier. Le lieu accueille des artistes professionnels, mais est également ouvert aux expositions d'arts plastiques des associations carquefoliennes et, après examen de leur proposition, aux artistes amateurs de Carquefou qui souhaiteraient y exposer à titre individuel ou collectif.

### Personnalités liées à la commune
- La famille Harouys a fait bâtir les châteaux de l'Épinay et de la Seilleraye en 1650 et 1671.
- Félix Cossin, maire de Carquefou, conseiller général du canton et député de la Loire-Atlantique.
- Le marquis Jules-Albert de Dion, petit-fils du précédent, conseiller général du canton de Carquefou entre 1899 et 1934, propriétaire du château de Maubreuil, est connu pour avoir créé en association avec Georges Bouton la firme automobile De Dion-Bouton.
- Le marquis Joseph de Goué (1889-1972), membre de la famille de Goué, vécut au Château de La Barre. Maire de Carquefou et historien local, il a écrit Carquefou (son histoire et ses seigneuries) - Une paroisse bretonne.
- Le bienheureux Joseph Bécavin (1767-1792), prêtre et martyr, il fut massacré dans le jardin des Carmes à Paris, lors des massacres de septembre.
- Frédéric Da Rocha, footballeur au FC Nantes, habitant de la commune.
- Jacques Marie Armand Guerry de Beauregard, comte de Maubreuil, officier français condamné à la suite de l'affaire dite de Maubreuil[88], né au château de Maubreuil à Carquefou.
- Emiliano Sala, footballeur au FC Nantes, a résidé sur la commune entre 2015 et 2019.
- Gisèle Gautier, maire de Carquefou entre 1989 et 2003 et sénatrice de Loire-Atlantique de 2001 à 2011.
- Armelle Guinebertière, députée européenne de 1994 à 1999, née à Carquefou.
- André Lenormand, peintre mort à Carquefou en 1993.
- Roger Jauny, architecte mort à Carquefou en 2007.
- Valentin Bresle, libraire et éditeur mort à Carquefou en 1978.
- Edmond Bertreux, peintre mort à Carquefou en 1991.
- Clémence Friocourt, joueuse de football internationale néo-caledonienne, ayant résidé à Carquefou de 1993 à 2008.
- Joseph Dehergne, prêtre jésuite, missionnaire, historien et bibliographe, mort à Carquefou en 1990.
- Jean-Yves Saunier, prêtre et aumônier, a été vicaire à Carquefou de 1996 à 2005 et de 2016 à 2023.

### Emblèmes

#### Héraldique
| Blason | Blasonnement : De gueules, à un chêne arraché de sinople * glandé d'or ; au chef d'hermine. Commentaires : Armes parlantes (le chêne de sinople rappelle une hypothèse populaire mais incorrecte sur l'origine du nom de la ville, selon laquelle Carquefou viendrait du latin Quercufolio, Quarquefolio : « chêne vert » ou de Carcfagum : « emplacement de hêtres »; voir en Toponymie). Le chef d'hermine évoque le blasonnement d'hermine plain de la Bretagne, rappelant l'appartenance de la ville au duché de Bretagne. Blason conçu par M. Boucher d'Argis en 1882, enregistré le 15 octobre 1978. - * Il y a là non-respect de la règle de contrariété des couleurs : ces armes sont fautives (sinople sur gueules). |

#### Devise
La devise de Carquefou : « Quercus Foliata Semper Virens. » « Chêne feuillu toujours vert. »